# Chavarriella lafayaria
Chavarriella lafayaria är en fjärilsart som beskrevs av Paul Dognin 1892. Chavarriella lafayaria ingår i släktet Chavarriella och familjen mätare. Inga underarter finns listade i Catalogue of Life.